# Margarethe Krupp

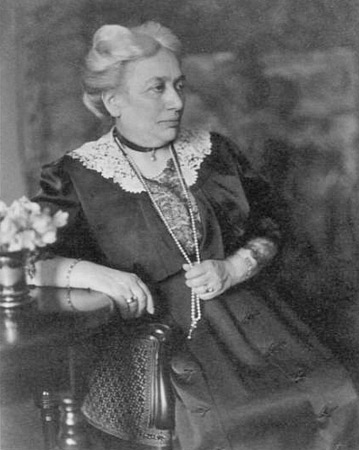
Margarethe Krupp

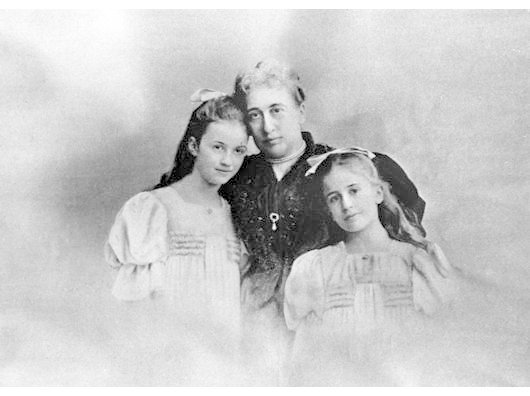
Margarethe Krupp mit ihren Töchtern Barbara und Bertha

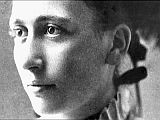
Junge Margarethe Krupp

Margarethe Krupp (* 15. März 1854 in Breslau; † 24. Februar 1931 in Essen), geborene Freiin von Ende, war Ehefrau des Unternehmers Friedrich Alfred Krupp, treuhänderische Konzernleiterin und Stiftungsgründerin.

## Familie
Margarethe war die Tochter des preußischen Oberpräsidenten August Freiherr von Ende und dessen Ehefrau Eleonore, geborene Gräfin von Königsdorff (* 11. Februar 1831 in Lohe; † 10. Mai 1907 in Wiesbaden). Sie heiratete 1882 den Unternehmer Friedrich Alfred Krupp (1854–1902), den sie bereits zehn Jahre zuvor bei einem Besuch in Essen kennengelernt hatte. 1886 wurde ihre Tochter Bertha und 1887 ihre Tochter Barbara, geboren, die 1907 Tilo von Wilmowsky heiratete.

## Lebenswerk
Für zwei Jahre besuchte Margarethe Krupp eine Höhere Töchterschule. Nachdem sie ein Lehrerinnenseminar besucht hatte, war sie Erzieherin in England und am Hof von Anhalt in Dessau. Nach dem Tod ihres Ehemannes 1902 führte sie wegen Minderjährigkeit der Tochter und Alleinerbin Bertha treuhänderisch als Konzernleiterin das Unternehmen gemeinsam mit Aufsichtsrat und Direktorium weiter. Aus der Krupp-Gussstahlfabrik machte sie die Aktiengesellschaft Friedrich Krupp AG. Die Mehrheit der Aktien blieb im Besitz der ältesten Tochter Bertha.
Margarethe Krupp engagierte sich in den Bereichen der Kunst und des Sozialen. Sie unterschrieb, anlässlich der Hochzeit ihrer Tochter Bertha vom 15. Oktober 1906, am 1. Dezember 1906 eine Willenserklärung zur Gründung der Margarethe-Krupp-Stiftung für Wohnungsfürsorge, die mit der Genehmigungsurkunde vom 27. Mai 1907 rechtskräftig wurde. Sie stattete die Stiftung mit 50 Hektar Land und einem Kapital von einer Million Mark zur Errichtung von Wohnhäusern aus. Die Leitung der Stiftung wurde unter dem Vorsitz des Essener Oberbürgermeisters paritätisch mit Mitgliedern des Stadtrates und der Kruppschen Konzernverwaltung besetzt, wobei sich an der Stiftungsverfügung bis heute nichts geändert hat. Auf dem 50 Hektar großen Gelände entstand die Siedlung Margarethenhöhe, heute ein eigenständiger Stadtteil der Stadt Essen. Dazu beauftragte Margarethe Krupp 1908 den Reformarchitekten Georg Metzendorf (1874–1934). Weitere nicht zu bebauende 50 Hektar Land stiftete Margarethe Krupp 1907 der Stadt Essen, das als Waldpark die Siedlung umschließt. Ferner gründete sie eine Stiftung für die Krankenpflege von Werksangehörigen.
Seit 1905 bemühte sie sich um die Sammlung der Familienüberlieferung der Familie Krupp. Diese Sammlung bildete neben dem Firmenarchiv einen Grundbestandteil für das Historische Archiv Krupp.

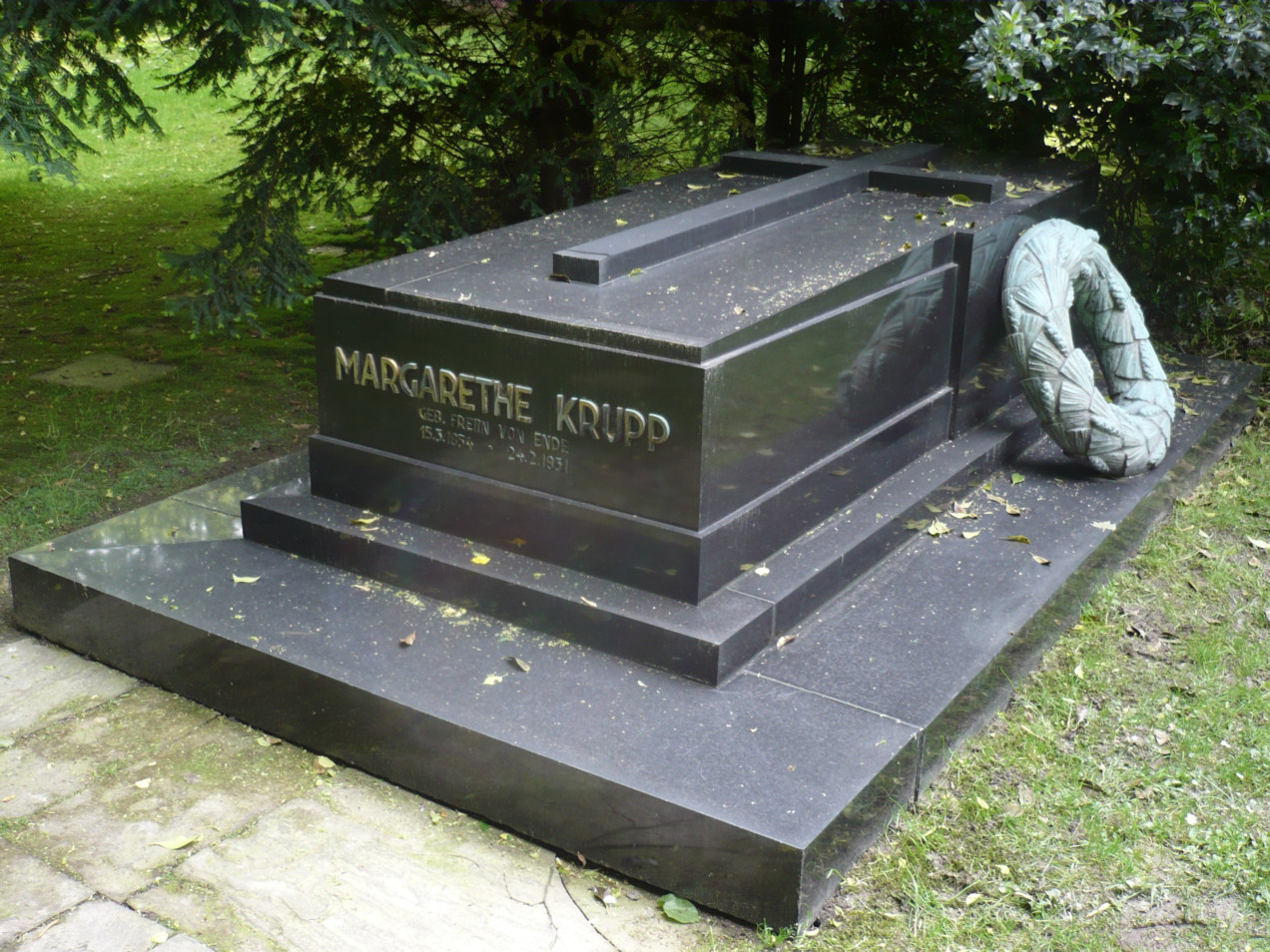
Grabmal auf dem Friedhof Bredeney

Margarethe Krupp starb im Alter von 76 Jahren im Kleinen Haus der Villa Hügel. Sie wurde auf dem Friedhof am Kettwiger Tor südlich des Hauptbahnhofes beigesetzt. 1955 zwangen kommunale Baumaßnahmen zu einer Verlegung der Grabstätte. Sie befindet sich seitdem auf dem städtischen Friedhof Bredeney an der Westerwaldstraße in Essen.

## Varia

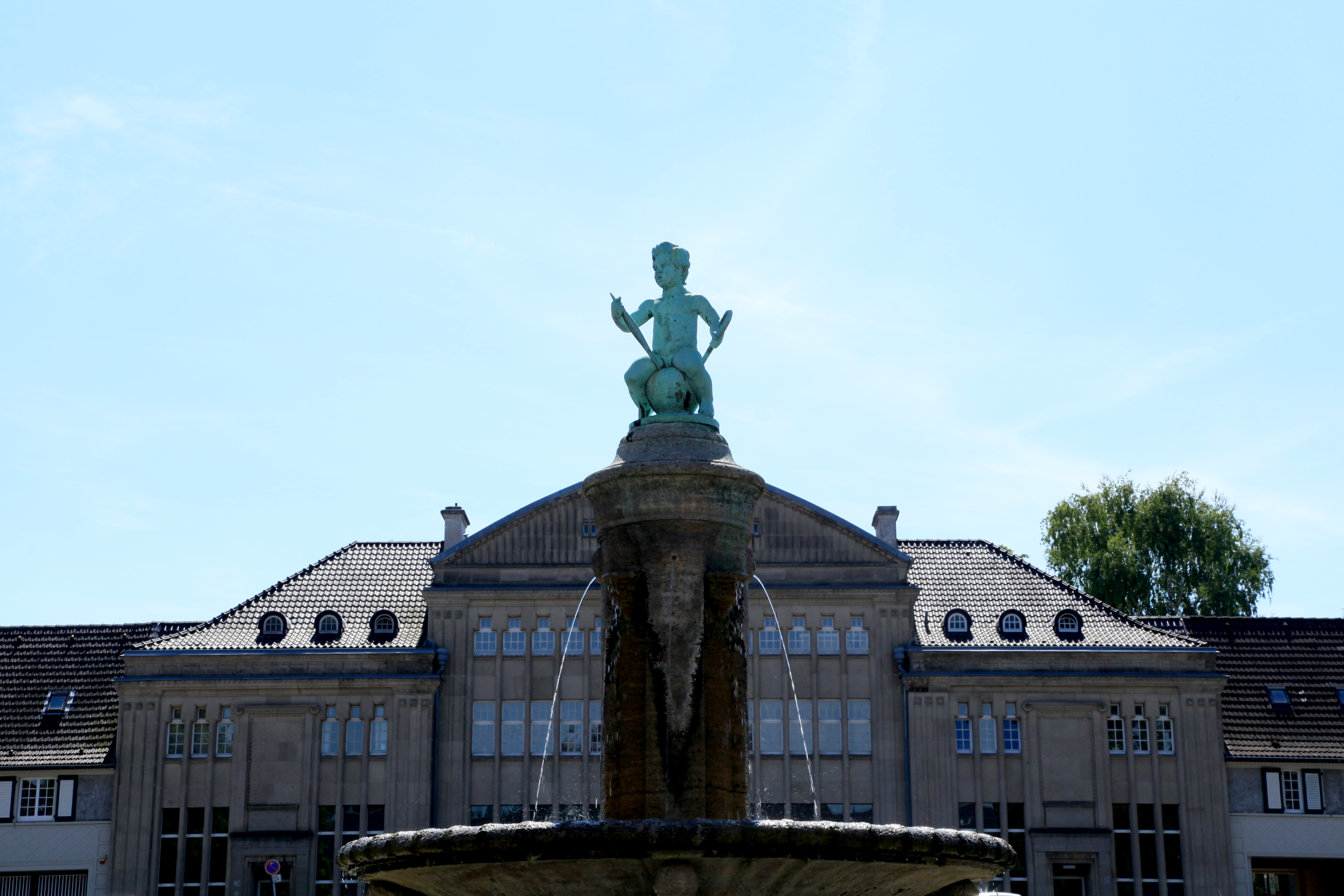
Schatzgräberbrunnen

Margarethe und Friedrich Alfred Krupp wurden auf Empfehlung von Margarethes Bruder Felix von Ende, der selbst ein Maler war, von Bruno Piglhein porträtiert. Die beiden Ölgemälde befinden sich heute in der Villa Hügel in Essen, dem damaligen Wohnsitz der Familie Krupp. Auch Hermann Kätelhön porträtierte Margarethe Krupp.
Am 8. August 1912, anlässlich des 100-jährigen Bestehens des Werks von Piglhein, wurde Margarethe Krupp die erste Ehrenbürgerin der Stadt Essen. Die Urkunde wurde von Oberbürgermeister Wilhelm Holle in der Villa Hügel überreicht. Sie stammt von Regierungsbaumeister Alfred Fischer und dem Lehrer Pötter von der Handwerker- und Kunstgewerbeschule in Essen, die Fischer leitete. Die in schwarzem Leder eingebundene Urkunde enthält die Unterschriften der Stadtspitze und am Schluss eine Ansicht der Margarethenhöhe.
Stationen ihres Lebens zeigt die dreiteilige Fernsehproduktion aus dem Jahr 2009, Krupp – Eine deutsche Familie, in dem Margarethe Krupp von Barbara Auer verkörpert wird.
Die denkmalgeschützte Margarethensiedlung der Hütten- und Bergwerke Rheinhausen in Rheinhausen-Hochemmerich ist nach Margarethe Krupp benannt.
In den Akten des Stadtarchivs Leipzig befindet sich ein Brief von Margarethe Krupp aus dem Jahr 1905. Darin bat sie, ihr Informationsmaterial zur Meyerschen Stiftung in Leipzig zuzusenden, was wunschgemäß geschah. Ein Jahr später gründete sie die Margarethe-Krupp-Stiftung in Essen, die mit 3.100 Wohnungen und 60 Gewerbeflächen die bis heute größte Wohnungsstiftung Deutschlands ist.
Der Schatzgräberbrunnen auf dem Marktplatz in Essen-Margarethenhöhe fasst in obigem Kontext wie folgt zusammen:

„Grabt Schätze nicht mit Spaten/Sucht sie in edlen Taten !“